# August Town FC
August Town FC is een Jamaicaanse voetbalclub uit August Town die speelt in de Jamaicaanse tweede klasse.